# Hymns in Dissonance
Hymns in Dissonance es el noveno álbum de estudio de la banda estadounidense de deathcore Whitechapel. Fue lanzado el 7 de marzo de 2025 a través de Metal Blade Records. Fue producido por el guitarrista de la banda Zach Householder como su primer álbum autoproducido y el primero desde A New Era of Corruption (2010) en no ser producido por Mark Lewis.

## Antecedentes y promoción
En junio de 2023, la banda anunció que habían comenzado a trabajar en su noveno álbum de estudio. Al año siguiente, Brandon Zackey, exbaterista de Enterprise Earth, fue nombrado baterista de la banda. Durante el desarrollo del álbum, el guitarrista Alex Wade declaró que su objetivo era "escribir nuestro álbum más pesado hasta la fecha. Queríamos lanzar algo impactantemente amenazante y brutal". Durante las sesiones de grabación, la banda se aseguró de grabar solo entre semana para ahorrar energía y descansar los fines de semana. El 12 de septiembre de 2024, se lanzó el primer sencillo, "A Visceral Retch". El 15 de enero de 2025, se lanzó el segundo sencillo, "Hymns in Dissonance", con un video musical, junto con el anuncio del álbum, la fecha de lanzamiento y la lista de canciones.

## Composición
Hymns in Dissonance es un álbum conceptual que detalla la historia de una secta demoníaca y su líder, y su objetivo de transportarse a otra dimensión para obtener poder. "Hymns in Dissonance es una burla a la verdadera naturaleza de los himnos", explicó Phil Bozeman. "Los himnos son melodiosos y armoniosos. La disonancia es lo opuesto a la melodía y la armonía. La disonancia representa el mal. Las pistas del disco son los himnos, que representan los siete pecados capitales". Wade enfatizó que el álbum no tiene ninguna relación con su predecesor, Kin, afirmando: "En todo caso, es el polo opuesto. Para este álbum fue divertido poder soltarme y volver a componer música pesada e ignorante. Este álbum se sostiene por sí solo. Phil pudo crear una historia nueva sobre la que escribir, lo que, a su vez, nos ayudó a componer música con un sonido más fresco".
La historia sigue al cultista mientras anuncia su propósito ("Prisoner 666") y ordena a sus seguidores realizar rituales obscenos para abrir un portal por el que pueda pasar ("Hymns in Dissonance"); los deja continuar con sus rituales y entregarse a la violencia ("Diabolic Slumber", "A Visceral Retch", "Hate Cult Ritual") mientras se aventura y desdeña la luz y la santidad ("The Abysmal Gospel"). Acude a la tumba de su hermano para burlarse de su falta de maldad ("Bedlam") y se esfuerza por cumplir sus oscuros propósitos ("Mammoth God") antes de desaparecer en el vacío ("Nothing Is Coming for Any of Us").

## Lista de canciones
Todas las letras escritas por Phil Bozeman, toda la música compuesta por Whitechapel. 
| N.º | Título                            | Duración |  |
| 1.  | «Prisoner 666»                    | 5:15     |  |
| 2.  | «Hymns in Dissonance»             | 5:12     |  |
| 3.  | «Diabolic Slumber»                | 4:30     |  |
| 4.  | «A Visceral Retch»                | 4:05     |  |
| 5.  | «Ex Infernis» (interlude)         | 1:12     |  |
| 6.  | «Hate Cult Ritual»                | 4:07     |  |
| 7.  | «The Abysmal Gospel»              | 4:44     |  |
| 8.  | «Bedlam»                          | 3:26     |  |
| 9.  | «Mammoth God»                     | 4:29     |  |
| 10. | «Nothing Is Coming for Any of Us» | 6:11     |  |

## Posicionamiento en lista
| Lista (2025)                         | Posición |
| ------------------------------------ | -------- |
| Alemania (Offizielle Top 100)        | 28       |
| Australian Vinyl Albums (ARIA)       | 20       |
| Austria (Ö3 Austria)                 | 17       |
| Escocia (Scottish Albums Chart)      | 39       |
| Reino Unido (UK Album Downloads)     | 26       |
| Reino Unido (UK Independent Albums)  | 11       |
| Reino Unido (UK Rock & Metal Albums) | 6        |
| Suiza (Schweizer Hitparade)          | 59       |

## Personal
Whitechapel
- Phil Bozeman – voz
- Ben Savage – guitarras
- Alex Wade – guitarras
- Zach Householder – guitarras, producción e ingeniería
- Gabe Crisp – bajo
- Brandon Zackey – batería